# Герб Няндомского городского поселения
Герб Няндомского городского поселения — официальный символ городского поселения Няндомское Няндомского муниципального района Архангельской области.

## Описание герба
«В серебряном поле на лазоревой (синей, голубой) узкой оконечности (подножии) — три зелёных сосны, из которых средняя выше и поверх неё внизу — чёрное, украшенное серебром, колесо; сопровождаемые по сторонам двумя таковыми же колесами, наполовину выходящими из краев и стоящими на оконечности».

## Обоснование символики
Своим возникновением и развитием Няндома — центр района, обязана строительству железнодорожной линии. Станция с таким названием появилась в 1896 году на пересечении железной дороги Вологда — Архангельск и почтового тракта Каргополь — Шенкурск, что в гербе показано колесом — символом вечного движения и развития. Колесо аллегорически показывает ритм движения поездов, определивших судьбу города и района.
Чёрный цвет символизирует благоразумие, мудрость, скромность, честность и вечность бытия.
Сосны аллегорически говорят о названии района и его центра: станция Няндома названа по имени протекающей рядом реки Няндомки (лазоревая оконечность), что в переводе с финно-угорского означает «сосновая земля», «богатая земля», тем самым делая герб полугласным.
Серебряное поле герба аллегорически говорит о белом снеге — зимой, белых ночах — летом и северных просторах.
Серебро — символ совершенства, благородства, чистоты, веры, мира.
Лазурь — символ истины, чести и добродетели, чистого неба и водных просторов.
Герб создан при содействии Союза геральдистов России.
Авторы герба: А. Патрушин (Няндома) и Константин Мочёнов (Химки).
Герб муниципального образования «Няндомское» утверждён 27 апреля 2006 года Решением № 34 муниципального Совета МО «Няндомское» первого созыва восьмой сессии.
18 мая 2006 года герб внесён в Государственный геральдический регистр Российской Федерации под № 2310.